# Paróquia Ortodoxa Antioquina da Anunciação à Nossa Senhora
A Igreja Ortodoxa Antioquina da Anunciação à Nossa Senhora é a primeira igreja ortodoxa do Brasil, e também uma das primeiras da América. Encontra-se situada no Centro Histórico de São Paulo, na Região da Rua 25 de Março e do Mercado Municipal. Sob jurisdição do Patriarcado de Antioquia, a igreja é consagrada à Anunciação à Mãe de Deus, cuja festa é celebrada no dia 25 de março. Em 2022, um incêndio de grandes dimensões atingiu à região e afetou 80% de sua estrutura. Após reformas, em 15 de agosto de 2023, no dia da Festa da Dormição da Mãe de Deus, a igreja foi reinaugurada e a Divina Liturgia voltou a ser celebrada regularmente no local.

## Idealização e construção da igreja
Com a consolidação da diáspora árabe no Brasil, no começo do século XX, sendo a maioria dos imigrantes da leva do começo do século cristãos ortodoxos sírios-libaneses, surgiu a necessidade de um ponto de encontro para professar a fé ortodoxa. Sendo eleita a então região da Várzea do Tamaduateí, local onde se encontravam parte da comunidade árabe recente, se transformando na primeira Igreja Ortodoxa construída no Brasil e único templo ortodoxo na Cidade de São Paulo até a construção da Catedral Metropolitana de São Paulo.
Em 1904 foi construída em São Paulo a primeira Igreja, sob comando do Arquimandrita Silvestros As-Seghir, na então rua Itobi, hoje Rua Cavaleiro Basílio Jafet. A construção foi custeada por Michel Assad e a Divina Liturgia de inauguração foi celebrada pelo Cônego Nicola Sáfadi. 
Ao longo dos anos a área externa da Igreja foi descaracterizada com a demolição do campanário e a edificação de um edifício comercial sobre o templo, mantendo-se a celebração dos ofícios religiosos no templo, tais como a Festa de 25 de Março, ou Festa da Anunciação de Nossa Senhora. Mais tarde o sino dessa igreja, a título de relíquia, foi transferido para a Catedral, onde se encontra exposto até hoje.

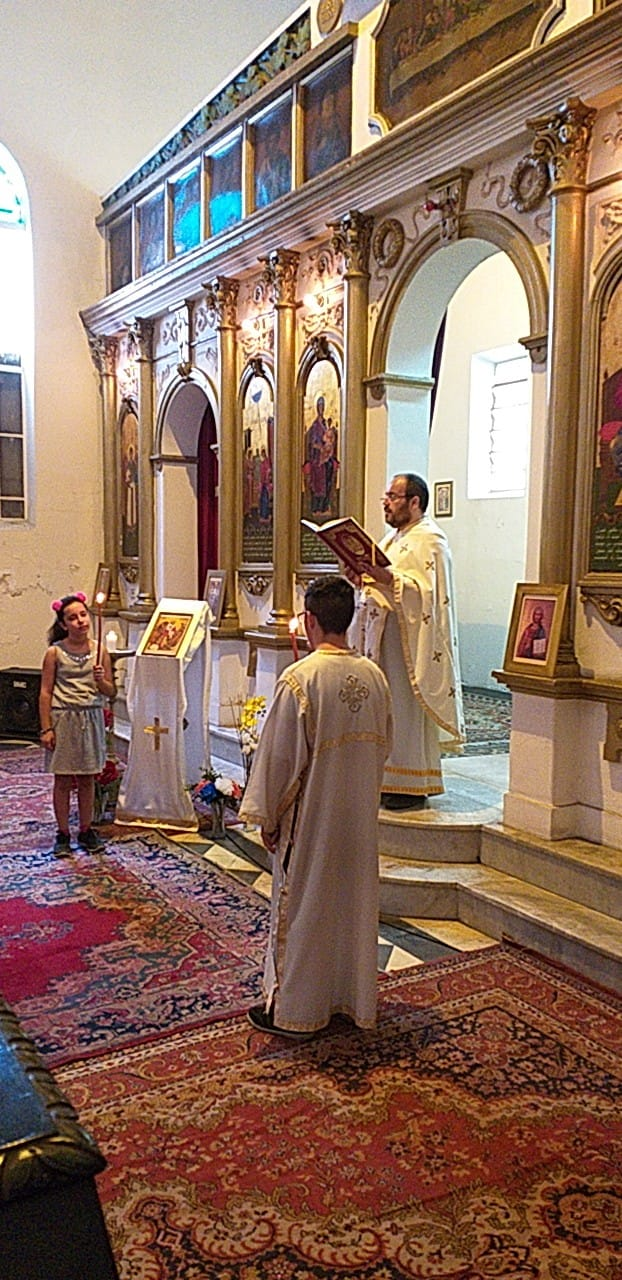
Celebração da Divina Liturgia de São João Crisóstomo, na Igreja da Anunciação à Nossa Senhora, pelo Padre João Damaskinos.